# Лодакенер
Лодакенер (мар. Лодакэҥер) — деревня в Новоторъяльском районе Республики Марий Эл. Входит в состав Староторъяльского сельского поселения.

## География
Находится в северо-восточной части республики Марий Эл на расстоянии приблизительно 10 км по прямой на юг-юго-восток от районного центра посёлка Новый Торъял.

## История
Известна с 1884 года, когда в селении числилось 12 дворов, 64 человека, в 1905 году — 17 дворов, 95 человек. В 1925 году здесь проживали 36 мари и 40 русских. В 1971 году в деревне проживали 47 человек, в 1992 году в 4 хозяйствах проживали 11 человек. В 2002 году в деревне оставалось 2 дома. В советское время работали колхозы «Красная звезда», «Большевик» и «Прогресс».

## Население
Население составляло 7 человек (мари 100 %) в 2002 году, 1 в 2010.